# Seedamm von Rapperswil

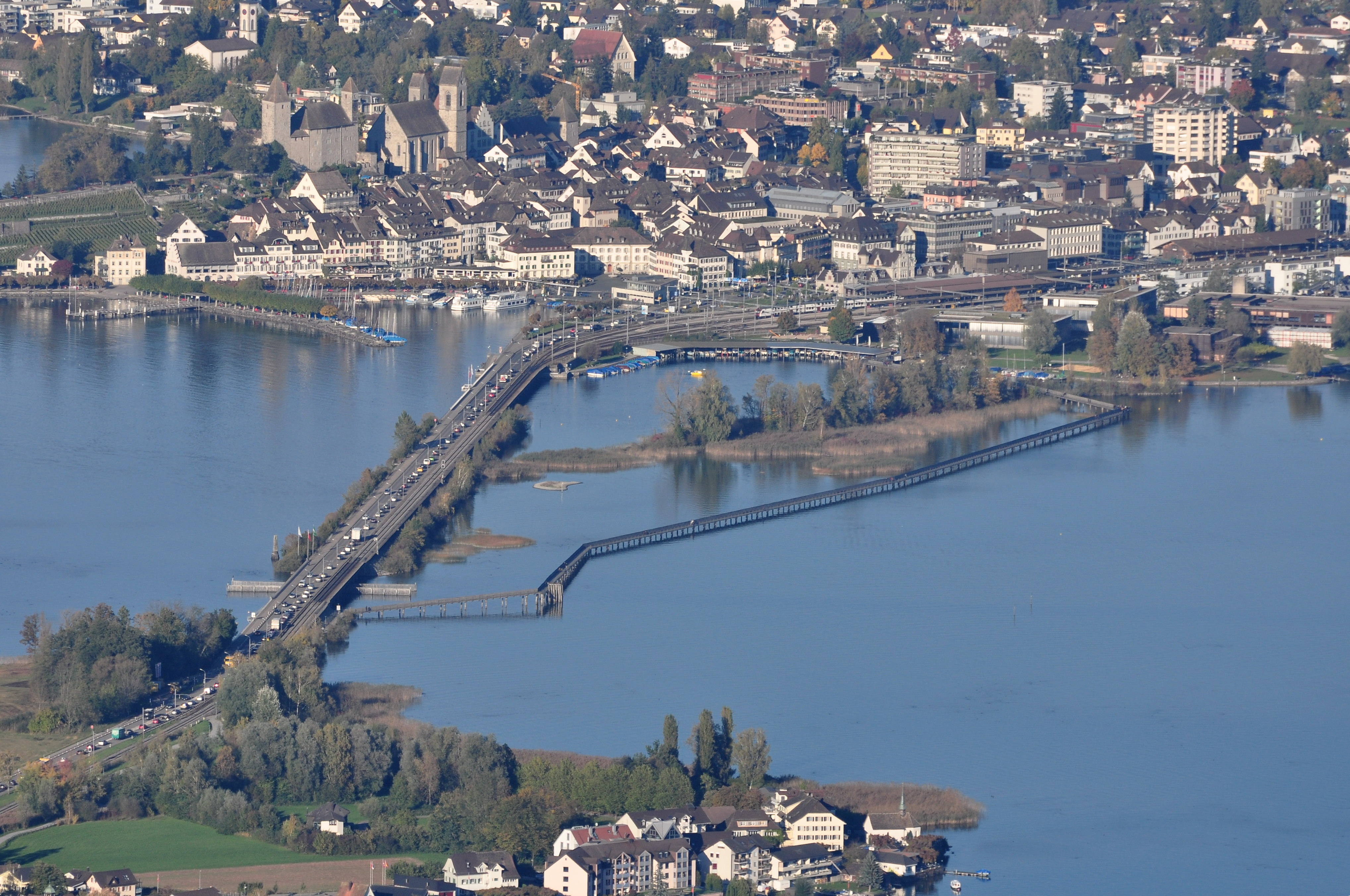
Der Seedamm zwischen Hurden (vorn) und Rapperswil. Rechts vom Seedamm der Holzsteg für Fussgänger.

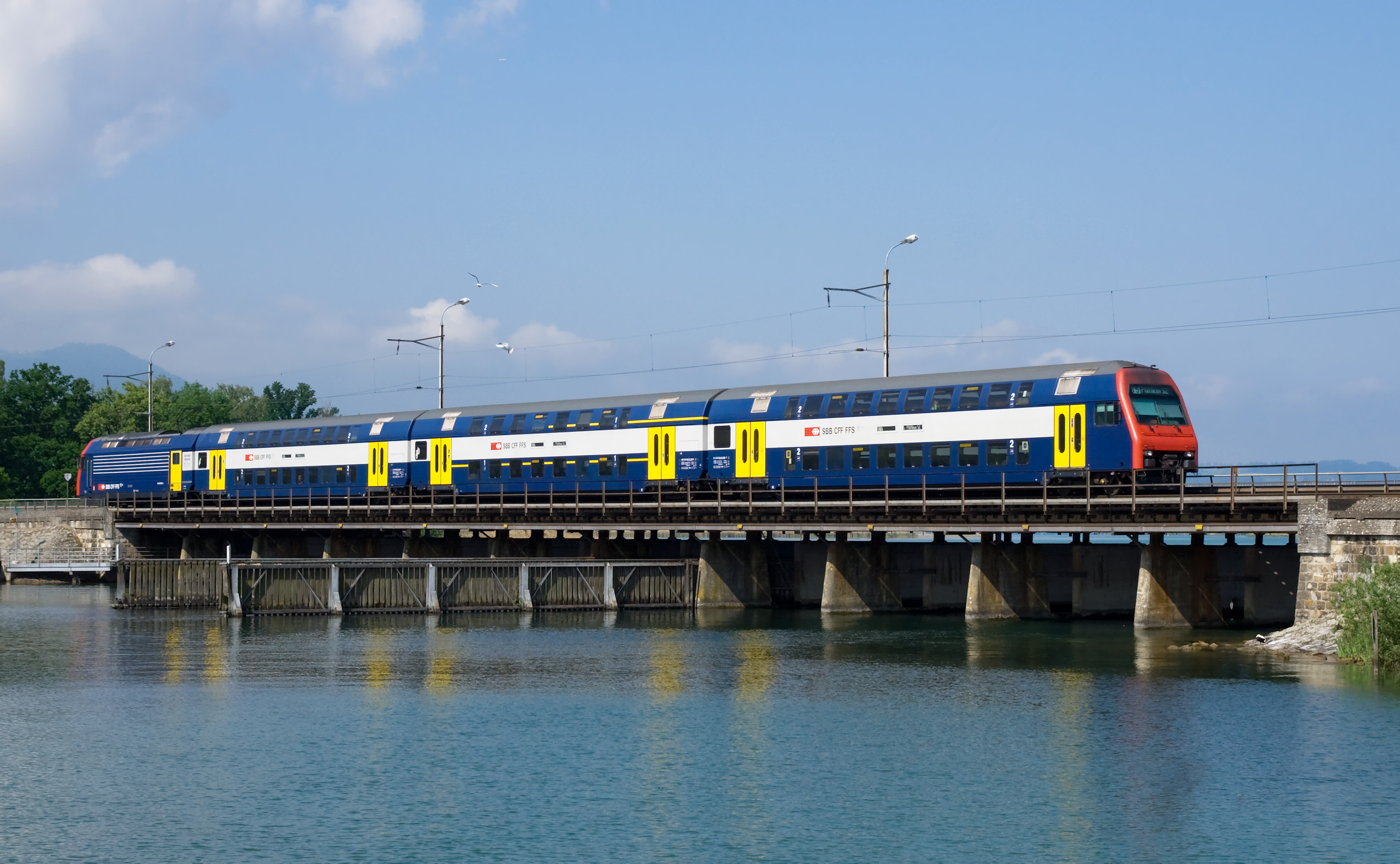
Der Brückenabschnitt bei Hurden. Schiffe müssen mittig durchfahren, die Fahrrinne ist durch senkrechte Wände markiert (links im Bild).

Eisenbahngleis auf dem Seedamm, fotografiert von Leo Wehrli, 1894

Luftbild von Walter Mittelholzer, 1919. Man erkennt die Fahrrinne für die Schiffe, die auf die Brücke bei Rapperswil zuläuft. Rechts vom Seedamm ist der Verlauf der alten Holzbrücke noch sichtbar.

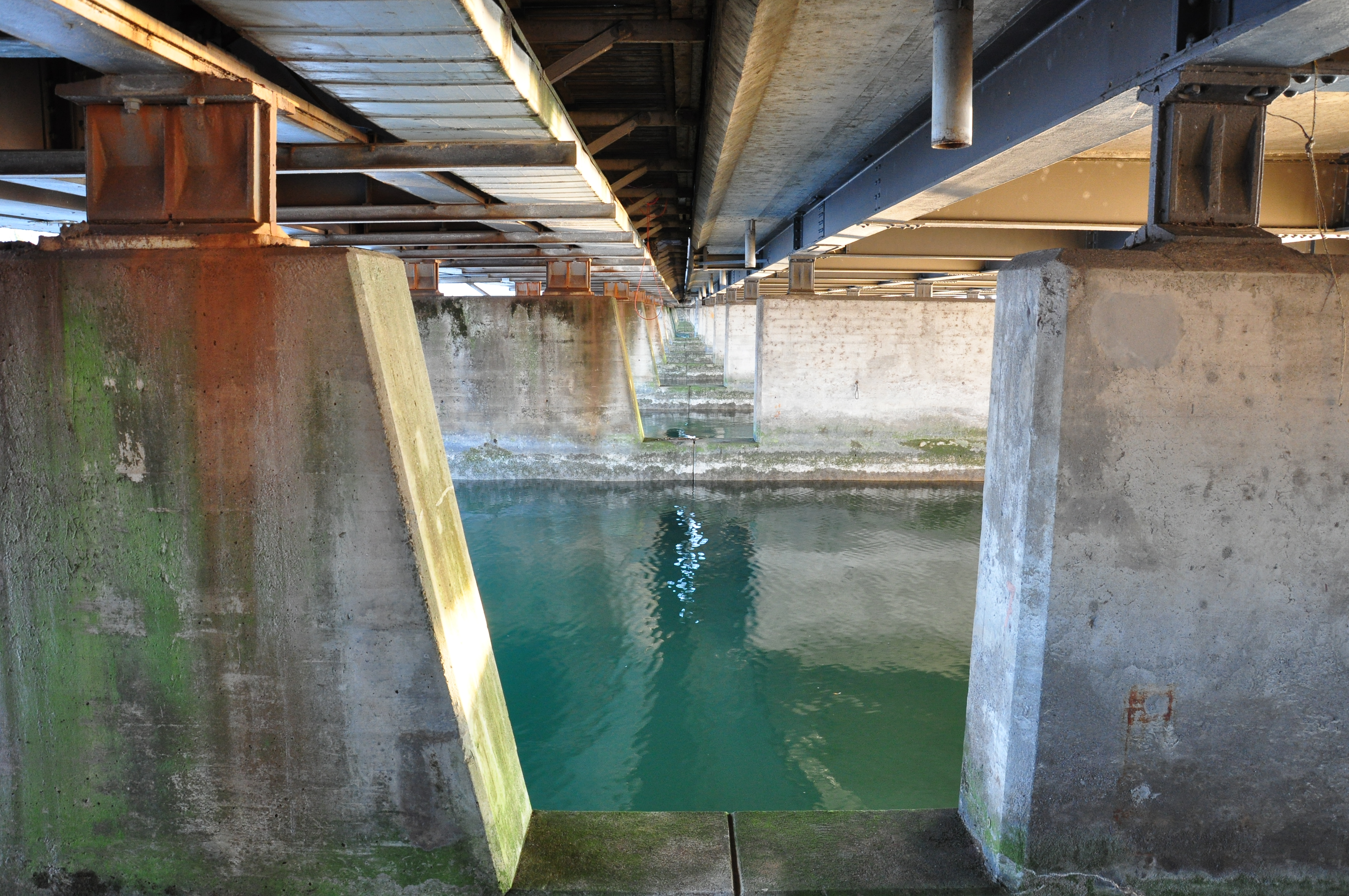
Unterbau des Brückenabschnitts bei Rapperswil

Als Seedamm von Rapperswil bezeichnet man den künstlichen Damm an der engsten Stelle des Zürichsees zwischen Rapperswil und Hurden. Die zweispurige Hauptstrasse 8 verbindet damit Rapperswil und Pfäffikon SZ. Über den etwa 1 Kilometer langen Seedamm mit seinen zwei Brücken führt auch die Eisenbahnstrecke Rapperswil SG–Pfäffikon SZ.
Auf der östlichen Seite des Damms verläuft der 2001 eröffnete Holzsteg Rapperswil–Hurden für Fussgänger.

## Geografie
Der Seedamm trennt zusammen mit der von Süden in den See hineinragenden Halbinsel Hurden den Obersee vom Hauptteil des Zürichsees. Er liegt auf den Territorien der Kantone Schwyz (bei Hurden) und St. Gallen (bei Rapperswil). Nur einige Meter neben dem Seedamm liegt das Dreiländereck der Kantone Schwyz, St. Gallen und Zürich (im mittleren Teil des Seedamms zwischen den beiden Brücken, etwa 40 Meter von der Brücke bei Hurden entfernt, auf der nordwestlichen Seite des Damms).

## Geschichte

### Der Vorgängerbau
Von 1360 bis 1878 bestand eine Holzbrücke zwischen Rapperswil und Hurden, die bis ins 19. Jahrhundert für Fussgänger, Viehtrieb und Karren ausgelegt war. Bei einem im Jahr 1820 abgeschlossenen Neubau wurde der Verlauf begradigt und die Brücke verbreitert, auch Fuhrwerke konnten sie nun befahren. Der Unterhalt wurde bis 1850 durch Wegzoll bestritten. Nach der Aufhebung des Brückenzolls nahm der Verkehr auf der Brücke stark zu. Dass die Holzbrücke dem Bedarf nicht mehr entsprach, wurde zunehmend deutlich. Eine zeitgemässe Lösung wurde gefordert.

### Bau des Seedamms
Im Jahr 1873 bewilligte das eidgenössische Parlament den Bau des Seedamms; Baubeginn war 1875. Der Damm wurde 1878 eingeweiht und der alte Holzsteg abgebrochen. Der Bau kostete 1'462'000 Schweizer Franken, wobei die Stadt Rapperswil 1'100'000 Franken beisteuern musste.

### Sanierung
Zwischen 1939 und 1951 wurde der Seedamm saniert, verstärkt und die Fahrbahn von 4,8 auf 8,5 Meter verbreitert (das Trottoir von 2,2 auf 3,4 Meter), um die wachsende Beanspruchung bewältigen zu können. Im Rahmen dieser Sanierung wurde 1943 im südlichen Hurden ein Kanaldurchstich vom oberen zum unteren Zürichsee ausgebaggert und die Strasse und Bahn mittels einer Brücke darübergeführt. Die Drehbrücke bei Rapperswil wurde damit obsolet und 1949 durch eine feste Brücke ersetzt. Der Kanton Zürich übernahm seinen Anteil an den Kosten erst nach einem Bundesgerichtsentscheid.

### Folgen des hohen Verkehrsaufkommens
In den 1990er Jahren fuhren täglich im Schnitt 24'000 Autos und LKWs über den Seedamm, hinzu kam der Eisenbahnverkehr auf dem Seedamm. Für Fussgänger war der Gang über den Seedamm eine Zumutung. Das hohe Verkehrsaufkommen war einer der Gründe für den Bau der Fussgängerbrücke zwischen Rapperswil und Hurden, die im Jahr 2001 eröffnet wurde. Sie machte Rapperswil auch für Touristen wieder attraktiver.
Das hohe Verkehrsaufkommen auf dem Seedamm hat dazu geführt, dass Rapperswil im Verkehr erstickt. Seit den 1990er Jahren wurde die Frage diskutiert, ob Rapperswil-Jona eine Untertunnelung braucht, was bis heute umstritten ist. Im September 2023 stimmten die Einwohner von Rapperswil-Jona bereits zum zweiten Mal darüber ab. Die Stimmbevölkerung befürwortete die weitere Planung des Tunnels mit 59,5 %. Der Tunnel soll direkt am Ende des Seedamms beginnen. Die Kosten werden auf rund 950 Millionen Franken geschätzt, die Bauzeit auf 7 bis 8 Jahre (Stand 2023).